# Alec Peters
Alec Peters, né le 13 avril 1995, à Washington dans l'Illinois, est un joueur américain de basket-ball. Il mesure 2,03 m, et évolue aux postes d'ailier et d'ailier fort.

## Biographie
En juillet 2018, Peters rejoint le CSKA Moscou avec lequel il signe un contrat d'un an.
En juillet 2019, Peters s'engage pour un an avec l'Anadolu Efes, club turc.
Au mois de juillet 2020, il s'engage dans le championnat espagnol avec le Saski Baskonia, champion en titre. Le contrat court sur deux saisons.
En juillet 2022, Peters signe un contrat avec l'Olympiakós, champion de Grèce en titre et participant à l'Euroligue.

## Palmarès
- Joueur de l'année de la conférence Horizon League 2017
- Vainqueur de l'Euroligue avec le CSKA Moscou : 2019.
- Vainqueur de la VTB United League avec le CSKA Moscou : 2019
- Champion de Grèce en 2023 et 2025